# Edwidge Danticat
Edwige Danticat, née le 19 janvier 1969 à Port-au-Prince, est une romancière et une nouvelliste américaine d'origine haïtienne. Elle est l'une des voix les plus marquantes de la littérature haïtienne contemporaine[réf. nécessaire]. 
Parmi ses romans, on peut citer : La Récolte douce des larmes ou Le Briseur de rosée.

## Biographie
Edwidge Danticat nait en janvier 1969 à Port-au-Prince,, à l'époque des tontons macoutes et du régime de François Duvalier, puis de son fils Bébé doc. Elle est élevée par son oncle et sa tante jusqu'à l'âge de douze ans, où elle rejoint ses parents, émigrés et installés à Brooklyn (New York). Elle effectue des études universitaires  en lettres françaises à Barnard College puis, boursière, poursuit en Beaux-Arts (MFA) à l'Université Brown.
En 1994, à 25 ans, elle publie son premier roman (en langue anglaise) : Breath, Eyes, Memory, qui, traduit en français l'année suivante, devient Le Cri de l'oiseau rouge,.
En 1995, elle est finaliste au National Book Award, pour son recueil de nouvelles Krik? Krak!. L'année suivante, elle est citée parmi les vingt meilleurs jeunes écrivains américains par la revue Granta.
Elle publie d'autres romans : The Farming of Bones en 1998 (traduit en 1999 et intitulé en français La Récolte douce des larmes), et The Dew Breaker en 2004 (Le Briseur de rosée). Ses œuvres sont souvent semi-autobiographiques et abordent des thèmes sensibles, tels que l'oppression politique, le rôle des femmes dans la société haïtienne, la pauvreté, l'aliénation, l'émigration ou l'inceste. En 2008, elle est récompensée par le National Book Critics Circle Award, catégorie autobiographie, pour son ouvrage Brother, I am dying. Elle est aussi l'autrice d'un récit de voyage, en 2002, After the Dance : A Walk through Carnival in Jacmel (Après la danse, au cœur du carnaval de Jacmel, Haïti, traduit de l'anglais par Jacques Chabert et publié en français chez Grasset en 2004.
En 2007, elle publie Brother, I'm Dying (Adieu mon frère), inspiré de la mort de son oncle, deux ans auparavant, par manque de soins médicaux, alors qu'il était détenu par les services d'immigration américains.
En 2018, elle est lauréate du prix Neustadt.

## Publications en français
- Le Cri de l'oiseau rouge, [« Breath, Eyes, Memory »], trad. de Nicole Tisserand, Paris, Éditions Pygmalion, 1995, 282 p.  (ISBN 2-266-07262-5)
- Krik ? Krak !, trad. Nicole Tisserand, Paris, Éditions Pygmalion, 1996, 242 p.  (ISBN 2-85704-482-8)
- La Récolte douce des larmes, [« The Farming of Bones »], trad. de Jacques Chabert, Paris, Éditions Grasset & Fasquelle, 1999, 334 p.  (ISBN 978-2-246-58231-1)
- Après la danse : Au cœur du carnaval de Jacmel, Haïti, [« After the Dance: A Walk Through Carnival in Jacmel, Haiti »], trad. de Jacques Chabert, Paris, Éditions Grasset & Fasquelle, 2004, 206 p.  (ISBN 978-2-246-65341-7)
- Le Briseur de rosée, [« The Dew Breaker »], trad. de Jacques Chabert, Paris, Éditions Grasset & Fasquelle, 2005, 297 p.  (ISBN 978-2-246-65961-7)
- Adieu mon frère, [« Brother, I'm Dying »], trad. de Jacques Chabert, Paris, Éditions Grasset & Fasquelle, 2008, 342 p.  (ISBN 978-2-246-72981-5)
- Célimène, Conte de fée pour fille d'immigrante, trad. de Stanley Péan, ill. de Mance Lanctôt, Montréal, Canada, Éditions Mémoire d'Encrier, coll. « L'arbre du voyageur », 2009, 64 p.  (ISBN 978-2-923713-07-6)
- Créer dangereusement, [« Create Dangerously: The Immigrant Artist at Work »], trad. de Florianne Vidal, Paris, Éditions Grasset & Fasquelle, 2012, 224 p.  (ISBN 978-2-246-78909-3)
- Pour l’amour de Claire, [« Claire of the Sea Light »], trad. de Simone Arous, Paris, Éditions Grasset & Fasquelle, 2014, 272 p.  (ISBN 978-2-246-80891-6)